# Debbie Ryan
Debbie Ryan (Titusville, 4 novembre 1952) è un'allenatrice di pallacanestro statunitense.

## Carriera
Ha guidato gli Stati Uniti ai Giochi panamericani di Santo Domingo 2003.

## Palmarès
- Naismith College Coach of the Year (1991)